# John-Lennon-Gymnasium
Das John-Lennon-Gymnasium ist ein Gymnasium im Berliner Bezirk Mitte.

## Geschichte
Das Gebäude wurde seit 1885 von der 153. Knaben- und der 154. Mädchenschule genutzt. Die Schulbezeichnung wechselte mehrmals. Seit Anfang der 1960er Jahre 5. Oberschule, erhielt sie 1976 den Namen des ehemaligen SPD-Vorsitzenden August Bebel (1840–1913). Nach der Wende wurde die ehemalige „August-Bebel-Oberschule“ 1994 unter dem Motto „Beatle statt Bebel“ nach dem Musiker John Lennon umbenannt. Die ungewöhnliche Namensgebung wurde mehrheitlich von Schüler- und Elternvertretern gegen das Lehrpersonal durchgesetzt.

## Schulgebäude
Der viergeschossige, dreiflüglige Backsteinbau wurde 1884/85 von Hermann Blankenstein im Stil des Akademischen Historismus entworfen. Im Zweiten Weltkrieg wurde der Mitteltrakt zerstört. 1951/1952 beseitigte man die Kriegsschäden, in den 1990er Jahren wurden die Gebäude und Außenanlagen saniert, modernisiert und umgestaltet. Das Gebäude steht unter Denkmalschutz.

## Besonderheiten
Die Benennung der Schule nach John Lennon ist deutschlandweit einmalig und erregte überregionale Aufmerksamkeit. Die Erlaubnis für die Nutzung des Namens wurde von Lennons Witwe Yoko Ono eingeholt.
Das Schulprofil des John-Lennon-Gymnasiums wird nach eigenen Angaben durch drei Werte bestimmt: Leistung, Weltoffenheit und Engagement.
Auf einen fachbezogenen Schwerpunkt wird bewusst verzichtet.
Für ihr Engagement im Bereich Umwelt- und Klimaschutz hat die Schule die Auszeichnung „Umweltschule in Europa – Internationale Agenda Schule“ erhalten. Darüber hinaus wurde sie als offizielles Projekt der UN-Dekade „Bildung für nachhaltige Entwicklung“ von der UNESCO ausgezeichnet.
Ebenso führte die Schulleitung ein selbst entwickeltes Evaluationssystem des Lehrpersonals nach Vorbild der britischen Partnerschulen ein. Ab den 7. Klassen sowie in den Oberstufenkursen werden am Ende des Schulhalbjahres online Fragebögen zur Beurteilung der Lehrer ausgefüllt. Auch werden Abiturienten nach ihrer Prüfung interviewt.
Seit dem Jahr 2006 nimmt das John-Lennon-Gymnasium freiwillig an Schulinspektionen teil und gehört unter den 160 inspizierten Schulen zu den 19 Einrichtungen in der Spitzengruppe mit guter oder sehr guter Qualität.
Im Jahr 2009 sorgte das Gymnasium für Schlagzeilen, weil die Schüler darüber abstimmten, ob der Unterricht in den Wintermonaten erst um 9 Uhr stattfinden soll. Die Mehrheit sprach sich für eine Beibehaltung des üblichen Unterrichtsbeginns um 8 Uhr aus.
Die Schule nimmt am Berliner Programm zur vertieften Berufsorientierung (BvBO) teil und bietet ihren Schülern eine Unterstützung bei der Berufsorientierung und Berufswahlentscheidung.
Seit dem Schuljahr 2021/22 nimmt die Schule am Schulversuch Hybride Formen des Lehrens und Lernens teil.

## Austauschprogramme
Das John-Lennon-Gymnasium hat Partnerschulen in Großbritannien, Spanien, Israel, Frankreich und den USA und organisiert Schüleraustausche mit Frankreich, sowie mit einer Partnerschule in Holon, Israel. In der 11. Klasse unterstützt die Schule auch langfristige Auslandsaufenthalte ihrer Schüler.

## Fremdsprachenangebot
- erste Fremdsprache: Englisch
- zweite Fremdsprache: Französisch oder Spanisch
- dritte Fremdsprache: Spanisch oder Französisch oder Latein

## Arbeitsgemeinschaften
Derzeit gibt es an der Schule 15 Arbeitsgemeinschaften, darunter den John-Lennon-Chor, das John-Lennon-Sozialteam und AGs zu den Themen Schülerzeitung, Kammermusik, Model United Nations, Volleyball, Jugend Forscht und den Debattier-Club.

## Ehemalige Schülerinnen und Schüler
- Sarah Kuttner, Moderatorin, Abitur 1999
- Tom Schilling, Schauspieler, Abitur 2001
- Mieze Katz und Andy Penn, Mitglieder der Band MIA.
- Simon Lichtenberg, Snookerspieler
- Sebastian Urzendowsky, Schauspieler
- Helene Bukowski, Schriftstellerin, Abitur 2012
- Anton Kurth, Synchronsprecher, Abitur 2019
- Felix von Heymann, Rapper
- Emily Kusche, Schauspielerin, Abitur 2021
- Arsseni Bultmann, Schauspieler, Abitur 2022